# Městský pivovar (Český Krumlov)
Městský pivovar (nyní Egon Schiele Art Centrum) je renesanční objekt bývalého pivovaru, založeného obcí, umístěný v Široké ulici v Českém Krumlově. Objekt sestává ze dvou domů. Široká čp. 70 a 71. Druhý objekt vznikl renesanční přestavbou středověkých domů v letech 1578–1605 podle návrhu italského architekta Domenica Benedetta Comety z Eckthurmu. Stavitelem byl Hans Haas. Budova pod číslem popisným 70 pak byla připojena po přestavbě jiného domu v letech 1875–1876 a soužila jako lednice. Objekt byl přestaven v 70. letech 19. století a byly k němu doplněny další budovy v Hradební ulici. V 90. letech 20. století pak proběhla rekonstrukce.
Pivovar zahájil svojí činnost v roce 1605. Pivovar pak fungoval až do roku 1949, kdy byl jeho provoz ukončen. Po zrušení pivovaru zde bylo skladiště. V roce 1993 zde bylo otevřeno Egon Schiele Art Centrum. ve kterém je stálá expozice o životě a díle umělce a které je (podle údajů na oficiálních stránkách regionu Český Krumlov) mezinárodně uznávanou a velmi navštěvovanou institucí.